# Mammillaria herrerae
Mammillaria herrerae (укр. Мамілярія Ерери) —сукулентна рослина з роду мамілярія (Mammillaria) родини кактусових (Cactaceae). Входить до десятки найрідкісніших рослин у світі.

## Назва

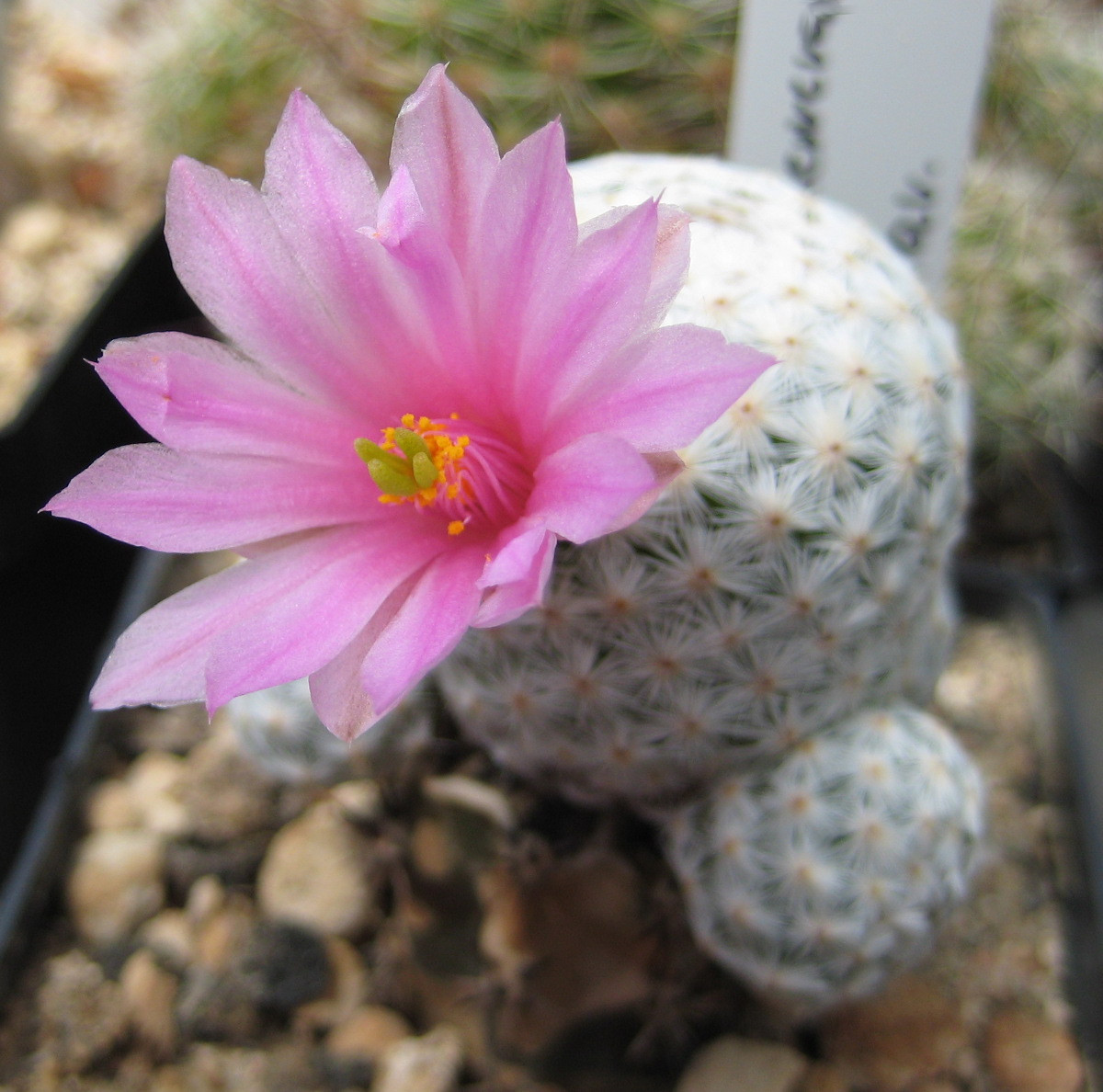
Квітуча Mammillaria herrerae

Видова назва дана на честь мексиканського біолога і натураліста Альфонсо Луїса Еррери (ісп. Alfonso Luis Herrera; 1870—1942), який заснував у 1923 році зоопарк Чапультепек. Народна назва — «м'яч для гольфу».

## Ареал і екологія
Mammillaria herrerae є ендемічною рослиною Мексики. Ареал розташований у штаті Керетаро, де рослини зростають на висоті від 1800 до 2050 м над рівнем моря на схилах вапняних скель в напівпустельному скребі в околицях Кадерейти (ісп. Cadereyta) і Віста-Гермоза (ісп. Vista Hermosa). Тривалість життя одного покоління складає 7-8 років.

## Морфологічний опис
Рослини одиночні або кластеризуються при основі.
| Орган              | Опис                                                                              |
| Коріння            |                                                                                   |
| Стебло             | кулясте, в діаметрі 2-3,5 см.                                                     |
| Епідерміс          |                                                                                   |
| Маміли             | розташовані тісно, циліндричні, в кінці усічені, без молочного соку.              |
| Ареоли             |                                                                                   |
| Аксили             | голі.                                                                             |
| Центральні колючки | немає.                                                                            |
| Радіальні колючки  | 100 або більше, не рівні, чергуються, щетинисті, білі або сірі, завдовжки 1-5 мм. |
| Квіти              | рожеві, 20-25 мм завдовжки.                                                       |
| Бутони             |                                                                                   |
| Зовнішні пелюстки  |                                                                                   |
| Внутрішні пелюстки |                                                                                   |
| Тичинки            |                                                                                   |
| Маточка            |                                                                                   |
| Плоди              | кулясті, білуваті, маленькі.                                                      |
| Насіння            | червонувато-коричневе.                                                            |

## Утримання в культурі
Це красива мамілярія, але непроста для вирощування у культурі. Любителям важко домогтися від неї цвітіння. Потребує інтенсивного освітлення, тому рекомендовано розміщувати її на найвищому місці в теплиці. Крім того, таке розташування гарантує швидке висихання ґрунту через те, що нагорі тепліше.
Рекомендується проникний компост, що складається на 50 % з крупного піску і щебеню, причому частина щебеню повинна бути з вапняка. В цьому випадку у рослини розвинуться білі колючки, а ґрунт стане нейтральним з ухилом до лужнго — якраз те, чому надають перевагу ці рослини.

## Охоронний статус та заходи по збереженню

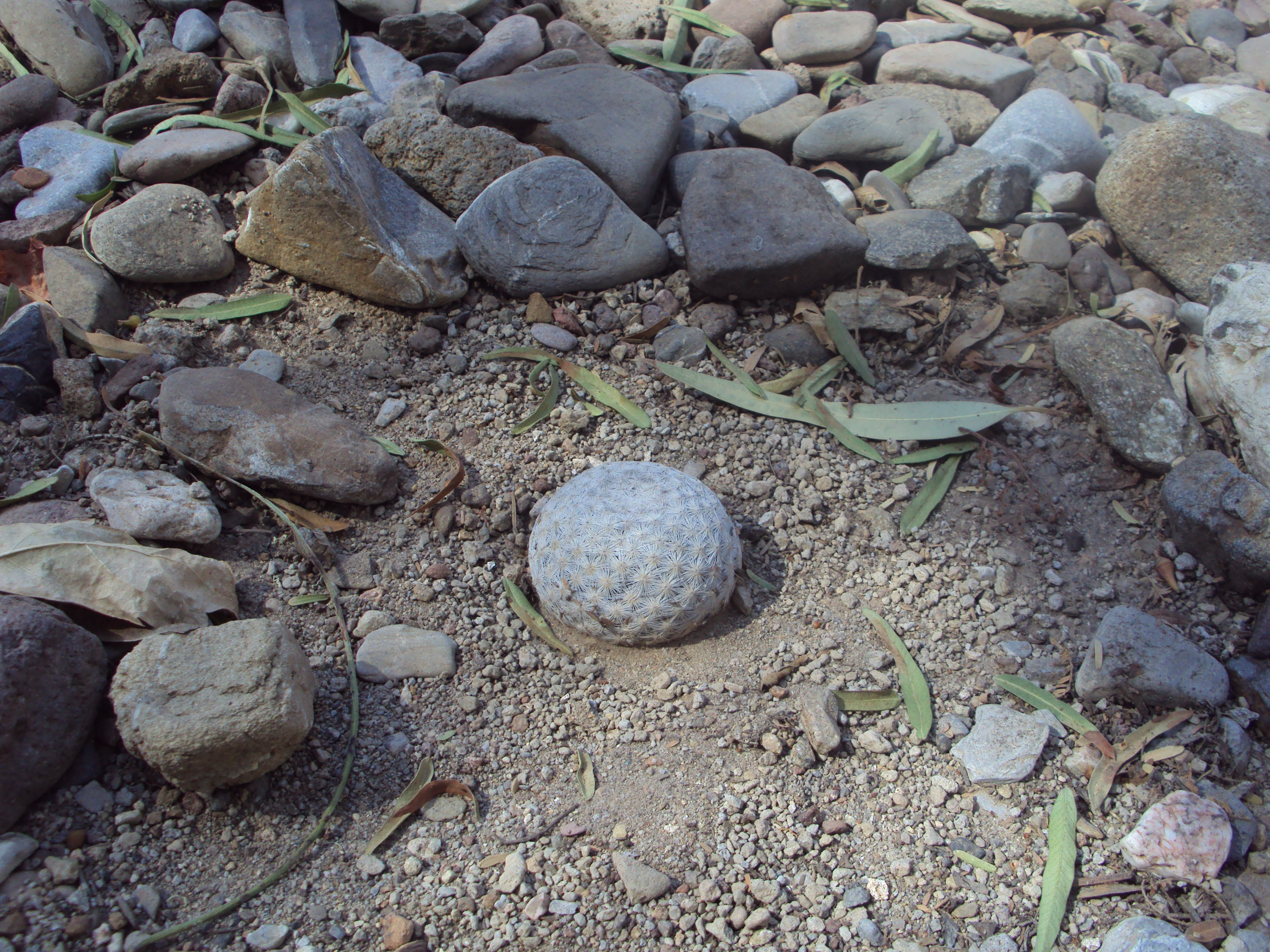
Mammillaria herrerae в регіональному ботанічному саду Кадерейти

Mammillaria herrerae входить до Червоного списку Міжнародного союзу охорони природи на межі зникнення (CR).
Цей вид вважається під загрозою зникнення через надзвичайно малі площу зростання (AOO), яку займає популяція — близько 0,87 км² і область поширення (EOO) — близько 3,4 км², лише два місця знаходження і триваюче падіння чисельності рослин через незаконне збирання. Протягом останніх 3-х поколінь (близько 20 років) спостерігалося серйозне скорочення чисельності рослин (на понад 95 %). Місце зростання добре відоме, як комерсантам, так і колекціонерам-любителям. Місцеві діти збирають і продають рослини туристам. Невелика кількість житлової забудови знаходиться в стадії розробки в цій області.
У 2011 році в цілому було нараховано 430 особин у двох субпопуляціях. В оцінці, опублікованій у 2002 році було повідомлено про 50 рослин, проте це було зроблено з урахуванням єдиної відомої субпопуляції.
Регіональний ботанічний сад Кадерейти здійснює проект по збереженню рослин, включаючи дослідження популяції та відтворення декількох ліній гермоплазми. Розроблена методика мікророзмноження зі швидкістю 8х/4 тижні, зі 100 % успіхом адаптації до ґрунту.
Mammillaria herrerae занесена в Мексиці до Національного списку видів, що знаходяться під загрозою зникнення, де вона входить до категорії „під загрозою зникнення“.
Охороняється Конвенцією про міжнародну торгівлю видами дикої фауни і флори, що перебувають під загрозою зникнення (CITES).